# Miguel Ángel Martín Duque
Miguel Ángel Martín Duque (geboren am 2. September 2007 in Teguise) ist ein spanischer Handballspieler, der auf der Spielposition rechter Rückraum und Rückraum Mitte eingesetzt wird.

## Vereinskarriere
Er lernte das Handballspielen bei CB San José Obrero und wechselte von dort im Jahr 2022 mit 14 Jahren in die Jugend des FC Barcelona. Mit der Nachwuchsmannschaft des Vereins aus Barcelona gewann er die katalanische Meisterschaft, die Mini Copa del Rey und die spanische Jugendmeisterschaft.
Martín debütierte in der Saison 2024/2025 in Spaniens erster Liga, der Liga Plenitude. Sein erstes Spiel mit der ersten Männermannschaft des FC Barcelona bestritt er am 26. Oktober 2024, dabei war er mit neun Toren bester Torschütze. Am 21. November desselben Jahres debütierte er in der der EHF Champions League (Spielzeit 2024/2025).

## Auswahlmannschaften
Miguel Martín stand im Aufgebot der selección canaria und der Nachwuchsauswahlen der RFEBM.
Er debütierte für die RFEBM am 16. Dezember 2021 mit der promesas selección in einem Spiel gegen die Slowakei. In 21 Spielen für diese Auswahl warf er 50 Tore. Im Juli 2023 wurde er mit dieser Auswahl Europameister.
Am 2. November 2023 lief er erstmals für die Jugendnationalmannschaft auf. Er spielte im August 2024 bei der U-18-Europameisterschaft 2024 (Platz 8). Bis August 2024 wurde er insgesamt in 17 Spielen aufgeboten und warf 60 Tore.
Im Juli 2024, in der Vorbereitungszeit auf die U-18-Europameisterschaft, wurde er auch in die Juniorenauswahl Spaniens berufen, mit der er in diesem Monat im Alter von 16 Jahren die U-20-Europameisterschaft 2024 gewann. In seinen fünf Spielen für das Team erzielte Martín ein Tor.

## Spielposition
Der Linkshänder wird auf der Spielposition rechter Rückraum und Rückraum Mitte eingesetzt, war aber auch schon als Rechtsaußen aktiv.

## Erfolge

### Verein
mit dem FC Barcelona
- Katalanische Meisterschaft (campeón de Cataluña)[4]
- Gewinn der Mini Copa del Rey[4]
- Gewinn der spanischen Jugendmeisterschaft (campeón de España en Cadete)[4]

### Auswahlmannschaften
- Gewinn der EHF Euro Open 2023[2] mit der promesas selección
- U-20-Europameister 2024[9] mit der spanischen Juniorenauswahl

## Privates
Miguel Martín stammt aus einer Handballerfamilie.
Für die Ausbildung in Barcelona am La Masia lernte Martín Katalanisch.